# كلية تأكيدية
في فلسفة العلوم، تُعرف الكلية التأكيدية، والتي تُعرف أيضًا بالكلية المعرفية، بأنها وجهة النظر التي تقول بأنه لا يمكن تأكيد أو نفي أي بيان فردي من خلال اختبار تجريبي، بل يمكن تأكيد أو نفي مجموعة من البيانات (نظرية كاملة) فقط. تُنسب هذه النظرية إلى ويلارد فان أورمان كواين الذي حفز كليته من خلال توسيع مشكلة بيير دويم في نقص الإثبات في النظرية الفيزيائية لتشمل جميع ادعاءات المعرفة.